# Рогізнянська сільська рада (Володарський район)
| Рогізнянська сільська рада — колишній орган місцевого самоврядування у Володарському районі Київської області з адміністративним центром у с. Рогізна. Історична дата утворення: в 1923 році. Водоймища на території, підпорядкованій даній раді: річка Рогоза. Сільській раді підпорядковані населені пункти: - с. Рогізна |

## Склад ради
Рада складається з 14 депутатів та голови.

### Керівний склад ради
| ПІБ                         | Основні відомості                                                                       | Дата обрання | Дата звільнення |
| --------------------------- | --------------------------------------------------------------------------------------- | ------------ | --------------- |
| Вішталюк Володимир Петрович | Сільський голова, 1951 року народження, освіта, член народної партії                    | 26.03.2006   | 31.10.2010      |
| Ксендзюк Борис Миколайович  | Сільський голова, 1961 року народження, освіта середня спеціальна, член народної партії | 31.10.2010   |                 |

Примітка: таблиця складена за даними джерела